# Orchestre national de Chine
L'Orchestre central des nationalités de Chine (chinois : 中央民族乐团 ; pinyin : zhōngyāng mínzú yuètuán), est un orchestre traditionnel chinois résidant à Pékin, fondé en octobre 1960 par Li Huanzhi,.
L'orchestre a donné de nombreuses représentations, notamment en Europe, en Russie, en Afrique, aux États-Unis et au Japon,.

## Annexe